# Goldthwaite (Teksas)
Goldthwaite je grad u američkoj saveznoj državi Teksas. Prema popisu stanovništva iz 2010. u njemu je živjelo 1.878 stanovnika.